# 西望洋聖堂

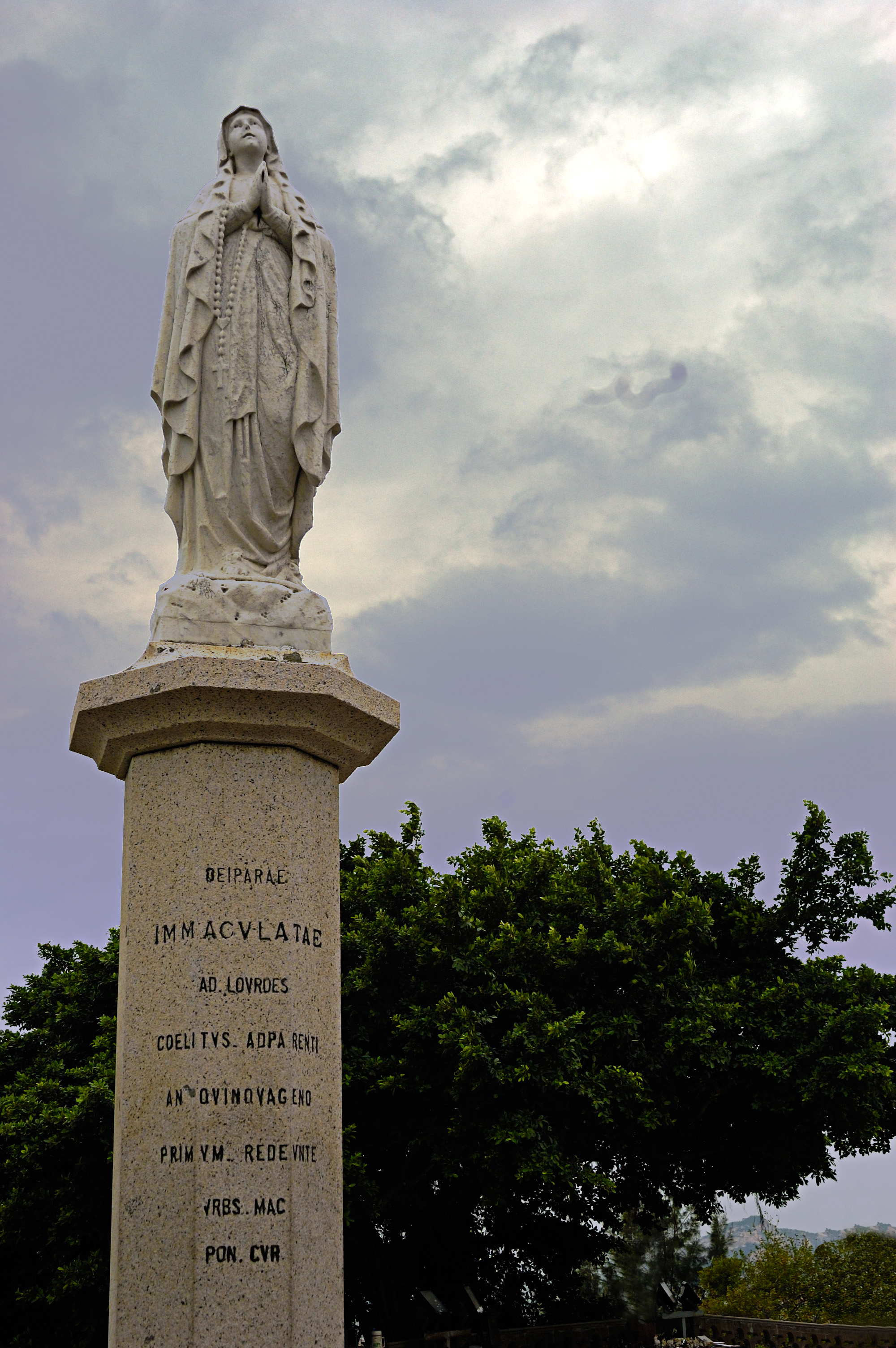
圣母望洋像

西望洋聖堂，又稱主教山聖堂、海崖聖母小堂、卑拿聖堂等，是位於澳門西望洋山的天主教教堂，建於1622年。小堂曾多次重修，1935年與主教私邸一同重建為現時規模。

## 名字典故
西望洋聖堂原名卑拿聖堂（葡萄牙語：Capela de Nossa Senhora da Penha），「Penha」在葡萄牙文意為位於海邊之山岩。西望洋聖堂因其建於澳門西望洋山山頂而得名。聖堂旁的建築物曾是主教的寓所，西望洋山又稱主教山，教堂又被稱主教山小堂。

## 歷史
西望洋聖堂位置原有西望洋山砲台堡，建於1622年(即明天啟二年)，以防禦荷蘭的入侵。小敎堂的興建，乃因葡萄牙航海者曾與荷蘭海盜船相遇卻未受傷害，實現許下的建堂諾言。以聖母瑪利亞為主保的聖母堂建於炮台旁，初為在駐炮台的葡萄牙士兵進行祈禱及參與彌撒之用。1892年後，炮台被拆卸後，教堂得以逐步擴大及多次修繕。1935年，由天主教澳門教區主教高若瑟策劃，並將教堂與主教私邸一同重建為現時規模。

## 建築風格
建築物蓋有哥德式教堂尖頂，反映古典折衷主義風格。西望洋聖堂及主教私邸已被評定為“具建築藝術價值之建築物”並收錄於《澳門文物名錄》。
堂前設大理石的聖母望洋像，西望洋聖堂聯貫相通後面的主教私邸。附近的路德聖母岩洞設聖母像，象徵聖母曾在法國路德城的顯現事件。

## 節慶活動
每年5月13日，花地瑪聖母像由玫瑰聖母堂出發，遊行至西望洋聖堂進行聖體降福，是為澳門重要的宗教活動之一。而12月31日晚由主教帶領進行「除夕跨年聖體降福」。

## 外部連結
- 天主教澳門教區